# 印南サービスエリア

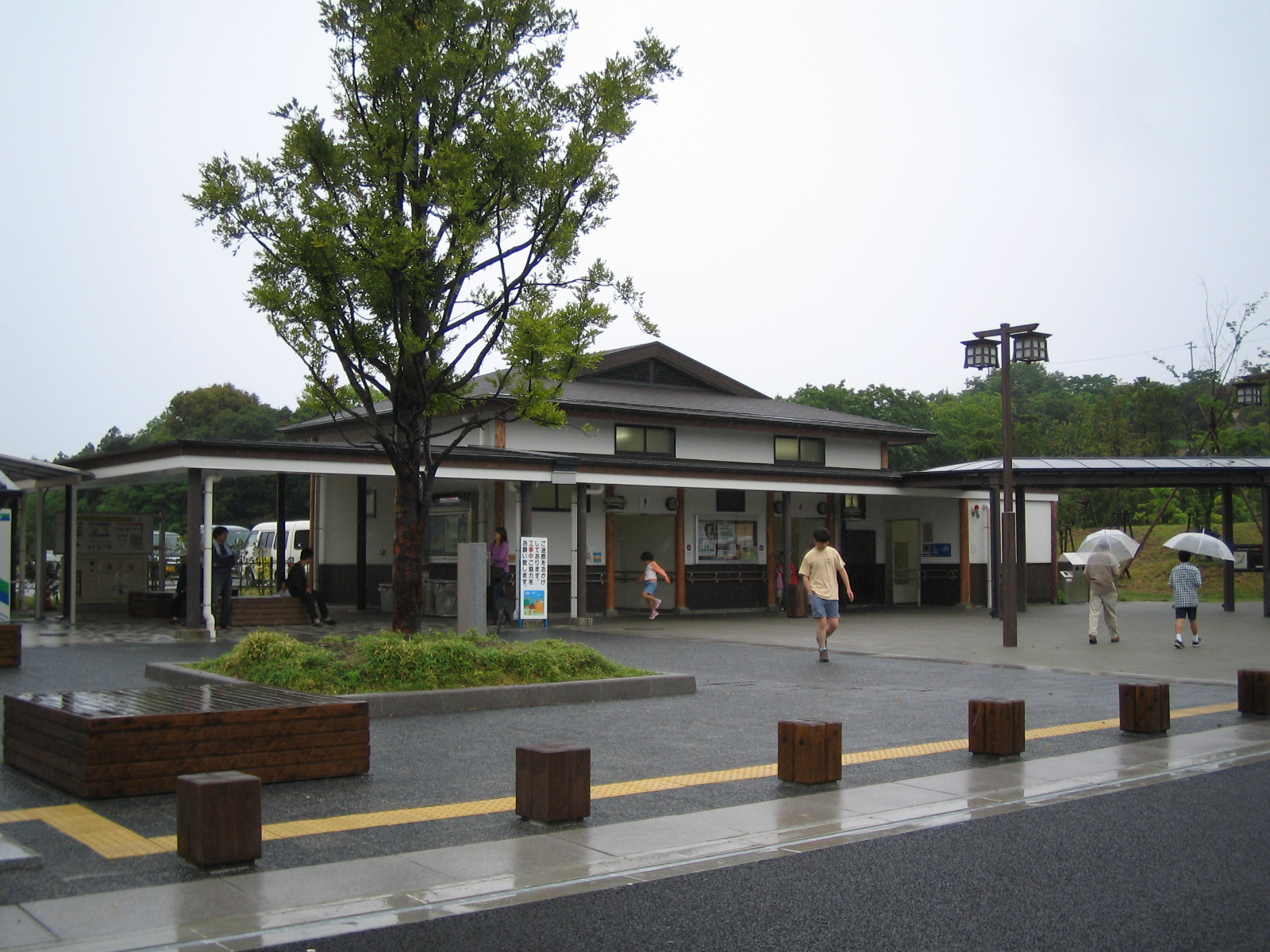
上り線のトイレ

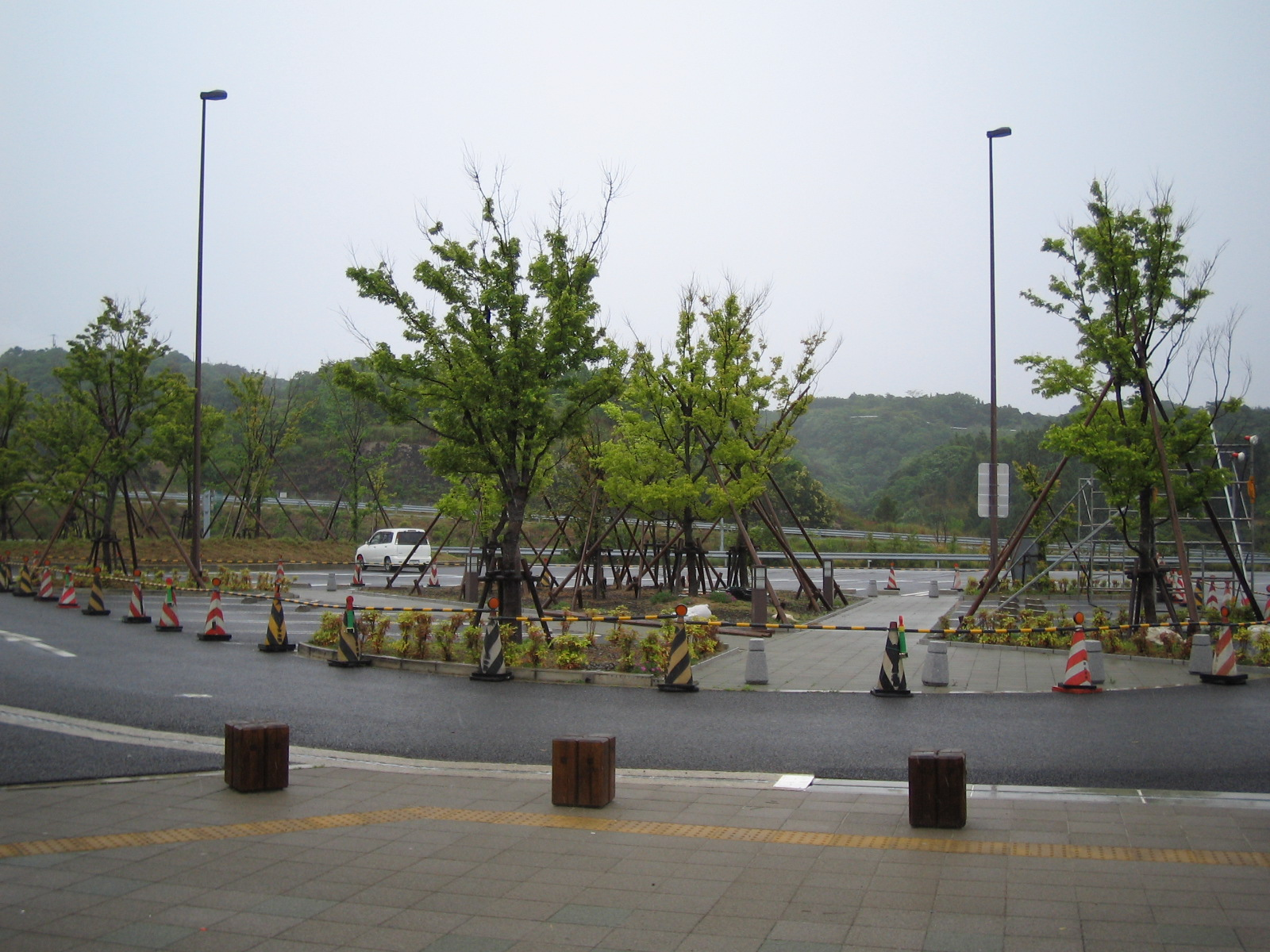
上り線の駐車場（解体中）

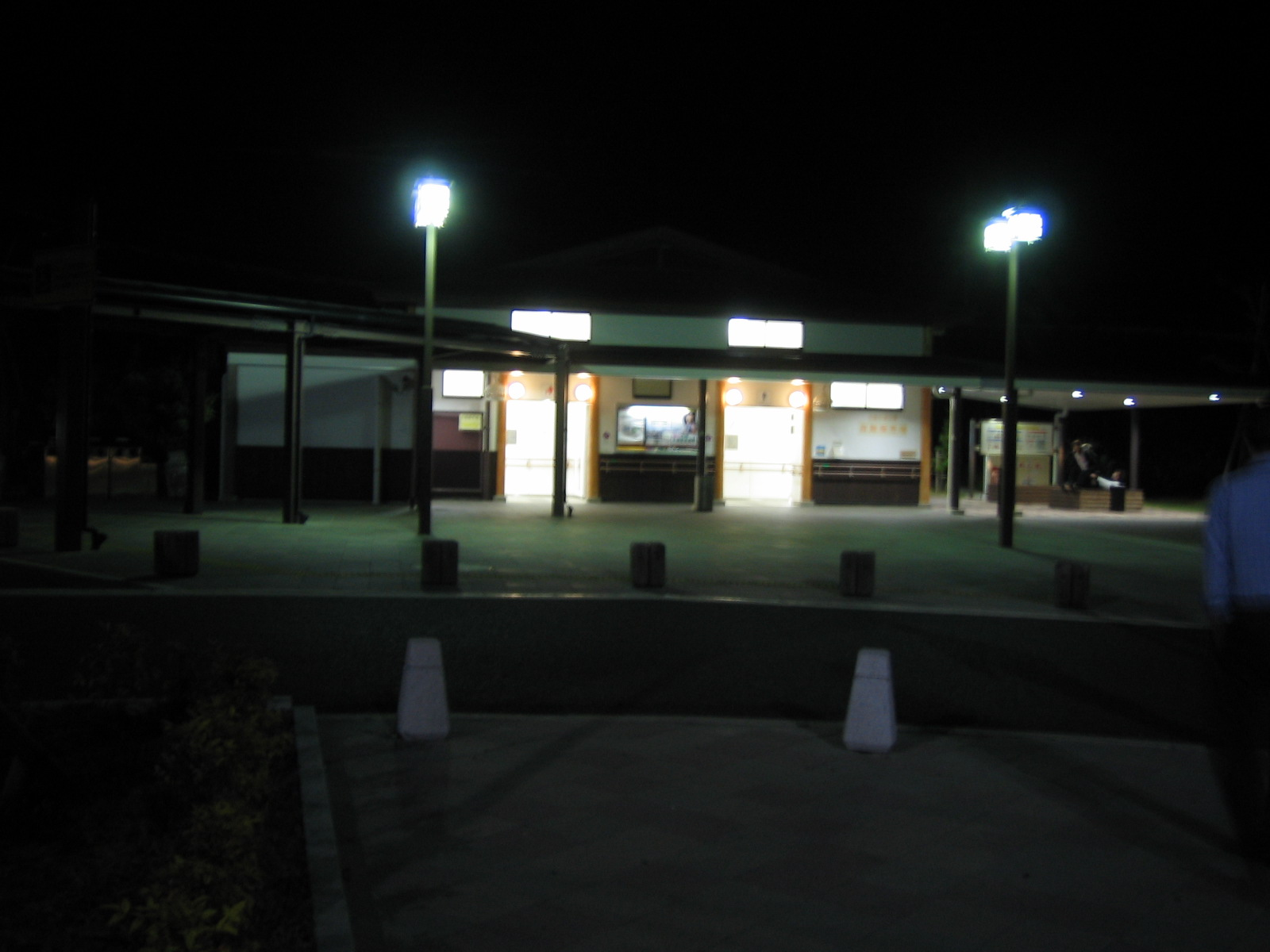
下り線のトイレと休憩所

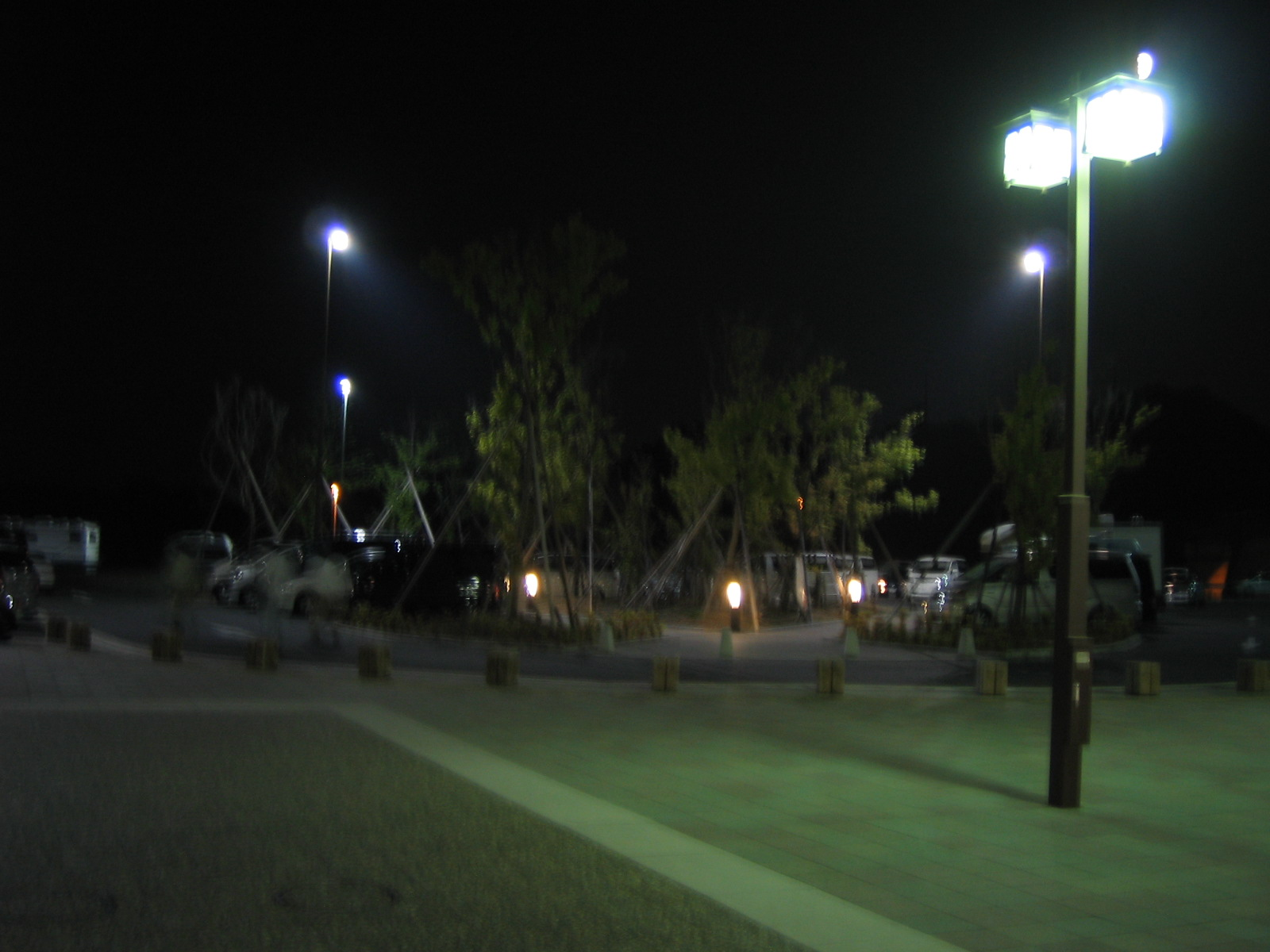
下り線の駐車場

印南サービスエリア（いなみサービスエリア）は、和歌山県日高郡印南町にある阪和自動車道のサービスエリアである。
下り線（白浜方面）は、紀勢自動車道も含めて、当SAが最終の休憩施設となる。なお、道の駅くちくまのは和歌山方面のみの施設であるため、利用できない。

## 概要
開設当時はトイレのみのサービスエリアであったが、2006年4月21日10時に上り線のハイウェイショップとスナックコーナーが、2010年4月28日7時30分に下り線のハイウェイショップとスナックコーナーが、それぞれオープンした。これらは「日高観光物産センター株式会社」が管理している。また、印南町民からの要望で2011年11月1日に、バスストップと高速バス利用者用駐車場が開設され、同年11月18日から運行開始した。なお、ガソリンスタンドとレストランは設置されていない。
2015年9月に紀の国わかやま国体の開催や、紀勢自動車道・南紀田辺IC - すさみ南IC間が順次開通し、利用者の増加が見込まれるため、上り線側の建物を増築した。工事は2014年秋より開始され、2015年4月29日に完成・供用開始された。

## 歴史
- 2003年（平成15年）12月14日 : 供用開始（トイレのみ）。
- 2006年（平成18年）4月21日 : 上り線にハイウェイショップとスナックコーナーが開設。
- 2010年（平成22年）4月28日 : 下り線にハイウェイショップとスナックコーナーが開設。
- 2011年（平成23年）11月1日 : バスストップと高速バス利用者用駐車場が開設。
- 2015年（平成27年）4月29日 : 上り線の建物が増築完了・供用開始[2]。

## 道路
- E42 阪和自動車道

## 施設

### 上り線（大阪方面）
- 駐車場
  - 大型 6台
  - トレーラー 3台
  - 小型 22台
  - 二輪車 4台
- トイレ [3]
  - 男性 大3（和式1・洋式2）・小5
  - 女性 11（和式2・洋式9）
  - 車椅子用 1
- ハイウェイショップ（8時00分 - 20時00分）
  - ショッピングコーナー
  - スナックコーナー
- 自動販売機
- 電気自動車用急速充電器（24時間）要事前登録

### 下り線（白浜方面）
- 駐車場
  - 大型 6台
  - トレーラー 3台
  - 小型 22台
  - 二輪車 4台
- トイレ
  - 男性 大3（和式1・洋式2）・小5
  - 女性 13（和式2・洋式11）
  - 車椅子用 1
- ハイウェイショップ（7時30分 - 19時30分）
  - ショッピングコーナー
  - スナックコーナー
- 自動販売機
- 電気自動車用急速充電器（24時間）要事前登録

### バスストップ
- 上り線（大阪方面）は乗車専用、下り線（白浜方面）は降車専用。
- 高速バス利用者用駐車場が設置されている。

#### 路線
- 白浜・田辺・みなべ - 大阪 : 1日10往復（明光バス・西日本ジェイアールバスの共同運行）
- 白浜・田辺・みなべ - 京都 : 1日2往復（明光バス）
- 白浜・田辺・みなべ - 横浜・新宿・池袋・大宮 : 1日1往復（明光バス・西武観光バスの共同運行）

## 隣
E42 阪和自動車道
(32)印南IC - 印南SA - (33)みなべIC